# Jawoor(Small), Lingsugur
Jawoor(Small) là một làng thuộc tehsil Lingsugur, huyện Raichur, bang Karnataka, Ấn Độ.